# Натюрморт із солодощами і скляними посудинами
«Натюрморт із солодощами і скляними посудинами» (ісп. Bodegón con dulces y recipientes de cristal) — картина іспанського живописця Хуана ван дер Амена. Створена у 1622 році. Зберігається у Музеї Прадо в Мадриді (інв. ном. P1164).

## Опис
У цій ранній роботі художника також відчувається вплив натюрмортів Санчеса Котана, що особливо виразно проявляється як у лиховісній інтенсивності світла, так і у важливості, що надається чорному фону, з котрого виступають предмети. Відбиток впливу Котана також проявляється у суворій продуманості композиції, яка помітно ускладнюється у пізніших роботах Хуана ван дер Амена. Однак, головною рисою, що відрізняє автора від Санчеса Котана, є тип зображуваного предмета. Це вже не просто скромні предмети народного побуту, а вишукані ласощі, типові для королівського бенкету, що подаються у гарному посуді, яка вирізняється розмаїттям матеріалів і форм. Це дає можливість найяскравіше продемонструвати свою майстерність під час зображенні різних текстур, що добре видно не лише у мерехтливих відблисках і прозорості скла і порцеляни, але і в липкості зацукрованих фруктів, а також у ламкості вафель. Дві мухи дзижчать навколо скляної посудини з алохою, медовим напоєм з ароматними спеціями, що мають мавританське походження.